# Heizmannia mattinglyi
Heizmannia mattinglyi är en tvåvingeart som beskrevs av Thurman 1959. Heizmannia mattinglyi ingår i släktet Heizmannia och familjen stickmyggor. Inga underarter finns listade i Catalogue of Life.